# Nonioninae
Nonioninae es una subfamilia de foraminíferos bentónicos de la familia Nonionidae, de la superfamilia Nonionoidea, del suborden Rotaliina y del orden Rotaliida. Su rango cronoestratigráfico abarca desde el Coniaciense (Cretácico superior) hasta la Actualidad.

## Clasificación
Nonioninae incluye a los siguientes géneros:
- Dariellina †
- Evolutononion
- Haynesina †
- Lippsina †
- Nonion
- Nonionella
- Nonionellina
- Nonionelleta †
- Nonionina
- Nonionoides
- Protelphidium †
- Pseudononion
- Subanomalina
- Zeaflorilus

Otros géneros considerados en Nonioninae son:
- Abbottina, aceptado como Nonion
- Azera, aceptado como Nonion
- Daria, aceptado como Dariellina
- Neoanomalina, aceptado como Nonion
- Nonionia, considerado sinónimo posterior de Nonion, pero también de Anomalinoides
- Ziesenhenneia, aceptado como Nonionella